# Plurale samenleving
Een plurale samenleving is een samenleving die bestaat uit groepen die etnisch, raciaal of cultureel sterk verschillen en grotendeels gescheiden leven, maar economisch en politiek wel verbonden zijn. Het begrip is afkomstig van John Sydenham Furnivall om de situatie in Birma en Nederlands-Indië te beschrijven.
Bezwaren tegen het begrip bestaan er uit dat het suggereert dat er minder contacten, relaties en gedeelde waarden en normen zijn dan in werkelijkheid. Het begrip wordt zonder dit scherpe onderscheid nog wel gebruikt. 